# Gran Premio motociclistico della Malesia 2019
Il Gran Premio motociclistico della Malesia 2019 è stato la diciottesima prova su diciannove del motomondiale 2019, disputato il 3 novembre sul circuito di Sepang. Le vittorie nelle tre classi sono andate rispettivamente a: Maverick Viñales in MotoGP, Brad Binder in Moto2 e Lorenzo Dalla Porta in Moto3.
Con il secondo posto ottenuto in gara, lo spagnolo Álex Márquez ha ottenuto la certezza matematica del titolo iridato della Moto2, ultimo titolo ancora da assegnare nella stagione.

## MotoGP
In seguito al Gran Premio Andrea Iannone risultò positivo a controlli antidoping, per tale motivo il 17 dicembre 2019 venne sospeso provvisoriamente dalle competizioni. Il 31 marzo 2020 venne deciso di comminargli una sospensione di 18 mesi a partire dalla data della prima sospensione e annullati i risultati ottenuti a partire dal GP della Malesia.

### Arrivati al traguardo
| Pos. | Nº | Pilota            | Squadra                     | Motocicletta       | Giri | Tempo     | Griglia | Punti |
| ---- | -- | ----------------- | --------------------------- | ------------------ | ---- | --------- | ------- | ----- |
| 1º   | 12 | Maverick Viñales  | Monster Energy Yamaha       | Yamaha YZR-M1      | 20   | 40'14.632 | 2º      | 25    |
| 2º   | 93 | Marc Márquez      | Repsol Honda                | Honda RC213V       | 20   | +3,059    | 11º     | 20    |
| 3º   | 4  | Andrea Dovizioso  | Ducati Team                 | Ducati Desmosedici | 20   | +5,611    | 10º     | 16    |
| 4º   | 46 | Valentino Rossi   | Monster Energy Yamaha       | Yamaha YZR-M1      | 20   | +5,965    | 6º      | 13    |
| 5º   | 42 | Álex Rins         | Suzuki Ecstar               | Suzuki GSX-RR      | 20   | +6,350    | 7º      | 11    |
| 6º   | 21 | Franco Morbidelli | Petronas Yamaha SRT         | Yamaha YZR-M1      | 20   | +9,993    | 3º      | 10    |
| 7º   | 20 | Fabio Quartararo  | Petronas Yamaha SRT         | Yamaha YZR-M1      | 20   | +12,864   | 1º      | 9     |
| 8º   | 43 | Jack Miller       | Pramac Racing               | Ducati Desmosedici | 20   | +17,252   | 4º      | 8     |
| 9º   | 9  | Danilo Petrucci   | Ducati Team                 | Ducati Desmosedici | 20   | +19,773   | 8º      | 7     |
| 10º  | 36 | Joan Mir          | Suzuki Ecstar               | Suzuki GSX-RR      | 20   | +22,854   | 13º     | 6     |
| 11º  | 44 | Pol Espargaró     | Red Bull KTM Factory Racing | KTM RC16           | 20   | +24,821   | 15º     | 5     |
| 12º  | 63 | Francesco Bagnaia | Pramac Racing               | Ducati Desmosedici | 20   | +30,251   | 12º     | 4     |
| 13º  | 41 | Aleix Espargaró   | Aprilia Racing Team Gresini | Aprilia RS-GP      | 20   | +30,447   | 14º     | 3     |
| 14º  | 99 | Jorge Lorenzo     | Repsol Honda                | Honda RC213V       | 20   | +34,215   | 18º     | 2     |
| 15º  | 82 | Mika Kallio       | Red Bull KTM Factory Racing | KTM RC16           | 20   | +34,461   | 19º     | 1     |
| 16º  | 55 | Hafizh Syahrin    | Red Bull KTM Tech 3         | KTM RC16           | 20   | +44,319   | 20º     |       |
| 17º  | 17 | Karel Abraham     | Reale Avintia Racing        | Ducati Desmosedici | 20   | +47,343   | 16º     |       |

### Ritirati
| Nº | Pilota        | Squadra            | Motocicletta | Giri | Griglia |
| -- | ------------- | ------------------ | ------------ | ---- | ------- |
| 5  | Johann Zarco  | LCR Honda Idemitsu | Honda RC213V | 16   | 9º      |
| 35 | Cal Crutchlow | LCR Honda Castrol  | Honda RC213V | 14   | 5º      |

### Squalificato
| Nº | Pilota         | Squadra                     | Motocicletta  | Giri | Griglia |
| -- | -------------- | --------------------------- | ------------- | ---- | ------- |
| 29 | Andrea Iannone | Aprilia Racing Team Gresini | Aprilia RS-GP | 11   | 17º     |

## Moto2

### Arrivati al traguardo
| Pos. | Nº | Pilota              | Squadra                      | Motocicletta | Giri | Tempo     | Griglia | Punti |
| ---- | -- | ------------------- | ---------------------------- | ------------ | ---- | --------- | ------- | ----- |
| 1º   | 41 | Brad Binder         | Red Bull KTM Ajo             | KTM          | 18   | 38'07.843 | 3º      | 25    |
| 2º   | 73 | Álex Márquez        | EG 0,0 Marc VDS              | Kalex        | 18   | +0,758    | 1º      | 20    |
| 3º   | 12 | Thomas Lüthi        | Dynavolt Intact GP           | Kalex        | 18   | +2,683    | 5º      | 16    |
| 4º   | 97 | Xavi Vierge         | EG 0,0 Marc VDS              | Kalex        | 18   | +6,646    | 4º      | 13    |
| 5º   | 9  | Jorge Navarro       | Beta Tools Speed Up          | Speed Up     | 18   | +7,114    | 15º     | 11    |
| 6º   | 27 | Iker Lecuona        | American Racing KTM          | KTM          | 18   | +8,582    | 12º     | 10    |
| 7º   | 7  | Lorenzo Baldassarri | Flexbox HP 40                | Kalex        | 18   | +9,232    | 22º     | 9     |
| 8º   | 45 | Tetsuta Nagashima   | Onexox TKKR SAG              | Kalex        | 18   | +10,180   | 2º      | 8     |
| 9º   | 23 | Marcel Schrötter    | Dynavolt Intact GP           | Kalex        | 18   | +10,807   | 8º      | 7     |
| 10º  | 10 | Luca Marini         | SKY Racing Team VR46         | Kalex        | 18   | +14,585   | 10º     | 6     |
| 11º  | 40 | Augusto Fernández   | Flexbox HP 40                | Kalex        | 18   | +16,521   | 17º     | 5     |
| 12º  | 11 | Nicolò Bulega       | SKY Racing Team VR46         | Kalex        | 18   | +22,333   | 19º     | 4     |
| 13º  | 54 | Mattia Pasini       | Tasca Racing                 | Kalex        | 18   | +23,326   | 26º     | 3     |
| 14º  | 87 | Remy Gardner        | Onexox TKKR SAG              | Kalex        | 18   | +23,810   | 9º      | 2     |
| 15º  | 77 | Dominique Aegerter  | MV Agusta Idealavoro Forward | MV Agusta F2 | 18   | +24,002   | 24º     | 1     |
| 16º  | 5  | Andrea Locatelli    | Italtrans Racing             | Kalex        | 18   | +24,055   | 20º     |       |
| 17º  | 96 | Jake Dixon          | Gaviota Ángel Nieto Team     | KTM          | 18   | +27,663   | 28º     |       |
| 18º  | 20 | Dimas Ekky Pratama  | Idemitsu Honda Team Asia     | Kalex        | 18   | +29,455   | 27º     |       |
| 19º  | 16 | Joe Roberts         | American Racing KTM          | KTM          | 18   | +30,896   | 25º     |       |
| 20º  | 2  | Jesko Raffin        | NTS RW Racing GP             | NTS          | 18   | +37,044   | 16º     |       |
| 21º  | 65 | Philipp Öttl        | Red Bull KTM Tech 3          | KTM          | 18   | +50,548   | 29º     |       |
| 22º  | 3  | Lukas Tulovic       | Kiefer Racing                | KTM          | 18   | +54,921   | 30º     |       |
| 23º  | 18 | Xavier Cardelús     | Gaviota Ángel Nieto Team     | KTM          | 18   | +1'00.678 | 32º     |       |
| 24º  | 33 | Enea Bastianini     | Italtrans Racing             | Kalex        | 17   | +1 giro   | 14º     |       |

### Ritirati
| Nº | Pilota                | Squadra                      | Motocicletta | Giri | Griglia |
| -- | --------------------- | ---------------------------- | ------------ | ---- | ------- |
| 22 | Sam Lowes             | Federal Oil Gresini          | Kalex        | 13   | 7º      |
| 72 | Marco Bezzecchi       | Red Bull KTM Tech 3          | KTM          | 12   | 21º     |
| 62 | Stefano Manzi         | MV Agusta Idealavoro Forward | MV Agusta F2 | 10   | 13º     |
| 35 | Somkiat Chantra       | Idemitsu Honda Team Asia     | Kalex        | 8    | 18º     |
| 21 | Fabio Di Giannantonio | Beta Tools Speed Up          | Speed Up     | 7    | 11º     |
| 47 | Adam Norrodin         | Petronas Sprinta Racing      | Kalex        | 5    | 31º     |
| 88 | Jorge Martín          | Red Bull KTM Ajo             | KTM          | 2    | 6º      |
| 64 | Bo Bendsneyder        | NTS RW Racing GP             | NTS          | 0    | 23º     |

## Moto3

### Arrivati al traguardo
| Pos. | Nº | Pilota              | Squadra                     | Motocicletta  | Giri | Tempo     | Griglia | Punti |
| ---- | -- | ------------------- | --------------------------- | ------------- | ---- | --------- | ------- | ----- |
| 1º   | 48 | Lorenzo Dalla Porta | Leopard Racing              | Honda NSF250R | 17   | 38'01.355 | 7º      | 25    |
| 2º   | 11 | Sergio García       | Estrella Galicia 0,0        | Honda NSF250R | 17   | +0,410    | 13º     | 20    |
| 3º   | 5  | Jaume Masiá         | Mugen Race                  | KTM RC 250 GP | 17   | +0,803    | 11º     | 16    |
| 4º   | 79 | Ai Ogura            | Honda Team Asia             | Honda NSF250R | 17   | +0,885    | 14º     | 13    |
| 5º   | 13 | Celestino Vietti    | SKY Racing Team VR46        | KTM RC 250 GP | 17   | +0,902    | 5º      | 11    |
| 6º   | 42 | Marcos Ramírez      | Leopard Racing              | Honda NSF250R | 17   | +1,095    | 1º      | 10    |
| 7º   | 17 | John McPhee         | Petronas Sprinta Racing     | Honda NSF250R | 17   | +1,342    | 3º      | 9     |
| 8º   | 44 | Arón Canet          | Sterilgarda Max Racing Team | KTM RC 250 GP | 17   | +2,253    | 12º     | 8     |
| 9º   | 14 | Tony Arbolino       | VNE Snipers                 | Honda NSF250R | 17   | +3,035    | 19º     | 7     |
| 10º  | 23 | Niccolò Antonelli   | SIC58 Squadra Corse         | Honda NSF250R | 17   | +7,726    | 17º     | 6     |
| 11º  | 55 | Romano Fenati       | VNE Snipers                 | Honda NSF250R | 17   | +8,008    | 21º     | 5     |
| 12º  | 75 | Albert Arenas       | Gaviota Ángel Nieto Team    | KTM RC 250 GP | 17   | +10,521   | 4º      | 4     |
| 13º  | 12 | Filip Salač         | Redox PrüstelGP             | KTM RC 250 GP | 17   | +15,542   | 26º     | 3     |
| 14º  | 25 | Raúl Fernández      | Gaviota Ángel Nieto Team    | KTM RC 250 GP | 17   | +15,873   | 20º     | 2     |
| 15º  | 54 | Riccardo Rossi      | Kömmerling Gresini          | Honda NSF250R | 17   | +15,95    | 29º     | 1     |
| 16º  | 76 | Makar Yurchenko     | BOE Skull Rider Mugen Race  | KTM RC 250 GP | 17   | +16,064   | 28º     |       |
| 17º  | 84 | Jakub Kornfeil      | Redox PrüstelGP             | KTM RC 250 GP | 17   | +16,497   | 27º     |       |
| 18º  | 22 | Kazuki Masaki       | BOE Skull Rider Mugen Race  | KTM RC 250 GP | 17   | +16,567   | 23º     |       |
| 19º  | 7  | Dennis Foggia       | SKY Racing Team VR46        | KTM RC 250 GP | 17   | +24,161   | 22º     |       |
| 20º  | 61 | Can Öncü            | Red Bull KTM Ajo            | KTM RC 250 GP | 17   | +29,330   | 16º     |       |
| 21º  | 69 | Tom Booth-Amos      | CIP Green Power             | KTM RC 250 GP | 17   | +1'22.202 | 25º     |       |

### Ritirati
| Nº | Pilota          | Squadra                  | Motocicletta  | Giri | Griglia |
| -- | --------------- | ------------------------ | ------------- | ---- | ------- |
| 40 | Darryn Binder   | CIP Green Power          | KTM RC 250 GP | 10   | 6º      |
| 71 | Ayumu Sasaki    | Petronas Sprinta Racing  | Honda NSF250R | 8    | 8º      |
| 16 | Andrea Migno    | Mugen Race               | KTM RC 250 GP | 8    | 15º     |
| 27 | Kaito Toba      | Honda Team Asia          | Honda NSF250R | 8    | 18º     |
| 82 | Stefano Nepa    | Reale Avintia Arizona 77 | KTM RC 250 GP | 7    | 24º     |
| 24 | Tatsuki Suzuki  | SIC58 Squadra Corse      | Honda NSF250R | 5    | 2º      |
| 19 | Gabriel Rodrigo | Kömmerling Gresini       | Honda NSF250R | 5    | 9º      |
| 21 | Alonso López    | Estrella Galicia 0,0     | Honda NSF250R | 5    | 10º     |